# 朝日岳 (栃木県)
朝日岳（あさひだけ）は、栃木県那須郡那須町にある標高1,896mの火山。日本百名山の一つである那須岳の一峰。日光国立公園に在る。

## 概要
那須岳の峰々では3番目の高さであるが、最も鋭い峰である。朝日岳火山は約20-10万年に活動した安山岩の成層火山で、三本槍火山の崩壊地形を埋めて成長した（三本槍岳成層火山の大規模な山体崩壊によって形成された馬蹄形カルデラ内に噴出し形成された）。朝日岳の南南西約1.8kmには火山活動中の茶臼岳火山がある。
深田久弥は自身の著『日本百名山』の那須岳の項で、朝日岳の岩の盛り上がりは火口壁の名残と云われていると記している。

## 登山
主な登山ルートは二つある。ひとつは栃木県道17号那須高原線の那須ロープウェイ那須山麓駅からロープウェイ経由で茶臼岳に登り、その北側の山腹にある『峰の茶屋』に下りて、そこから朝日岳方面に進むコースであり、もうひとつは同17号線の『峠の茶屋』駐車場から徒歩で『峰の茶屋』に向かうコースである。いずれも『峰の茶屋』からは一本の登山道を朝日岳に向かう。
朝日岳の山腹は急崖が続き、茶臼岳『峰の茶屋』から剣ヶ峰を巻いた先の登山道には、急崖を見下ろしながら進む箇所や、砂礫で滑りやす場所などに、鎖が設置されている。山頂や登山道に木々は少なく眺望が良い。
栃木県山岳遭難防止対策協議会が公表している朝日岳の登山ルートの難易度は、2023年現在、体力度が10段階で上から9番目の「2」、技術的難易度が5段階で上から4番目の「B」と比較的平易であるが、天候が急変しやすく古くから集団遭難が発生してきた歴史がある。1955年（昭和30年）5月29日、福島県立白河高等学校登山部の生徒15人、引率教諭1人が登山をしていたところ、鏡沼付近で暴風に遭い遭難。6人が死亡。2023年（令和5年）10月6日には、峰の茶屋から山頂に向かう登山道付近で60-70歳代の登山者4人が低体温症で次々と動けなくなり、その後、遺体で見つかっている。

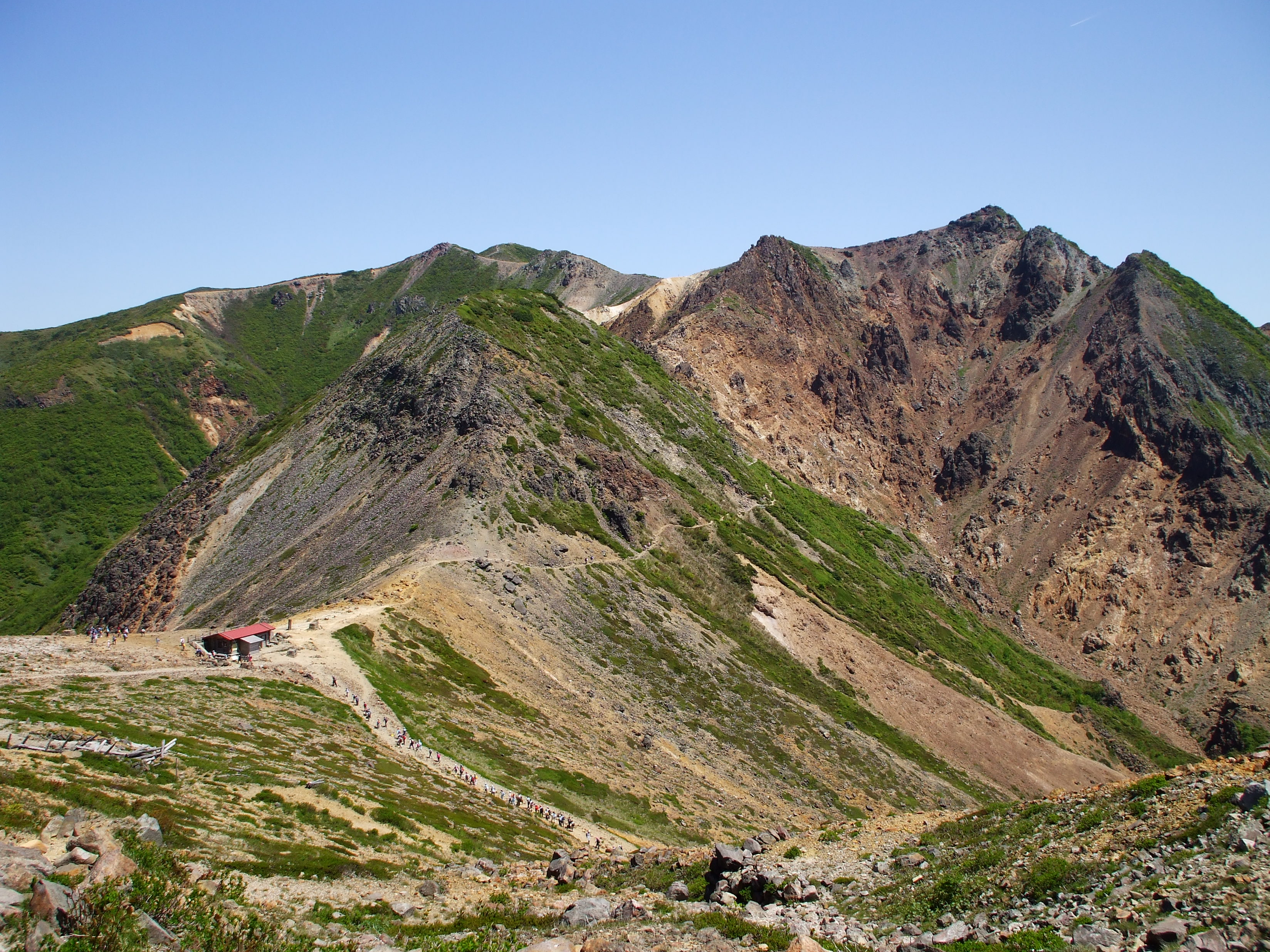
茶臼岳より望む朝日岳 (右)
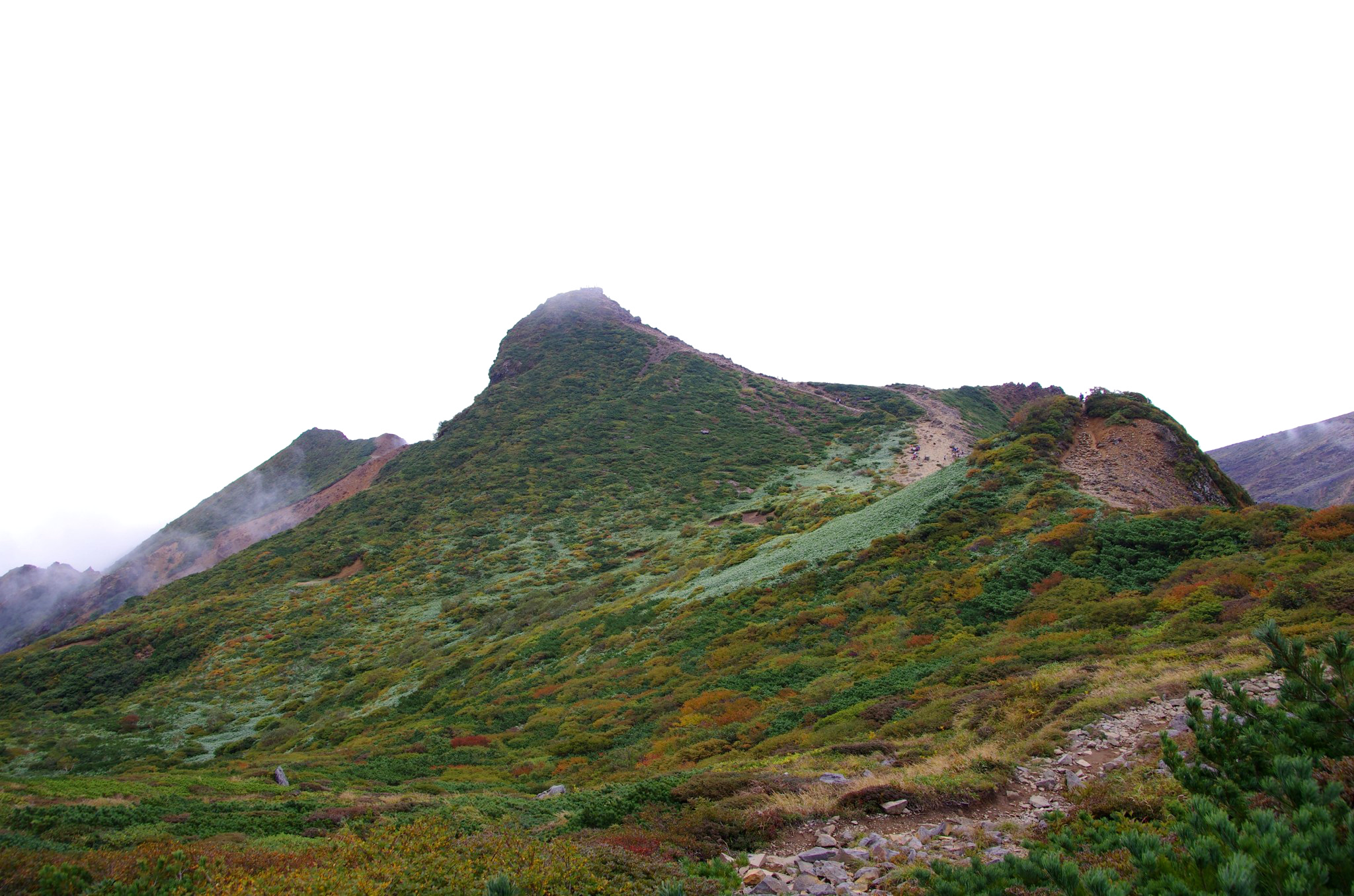
北西から見る朝日岳